# Springbank
Die Springbank Distillery ist eine Whiskybrennerei auf der Halbinsel Kintyre, Schottland. Sie ist neben Glen Scotia und Glengyle eine der drei Brennereien der Whiskyregion Campbeltown, in der es früher rund 30 Brennereien gab. Springbank ist seit 1837 im Besitz der Familie Mitchell und hat sich ihre Unabhängigkeit bis heute bewahrt. Gleichzeitig ist sie eine der wenigen Brennereien, die mehr als einen Single Malt herstellen – außer Springbank wird hier auch Longrow und, seit Ende 1997, Hazelburn gebrannt. Ebenfalls im Besitz der Mitchell-Dynastie befindet sich die Firma Wm. Cadenhead, einer der ältesten und größten unabhängigen Abfüller von Whisky in Schottland. Die Brennereigebäude sind in den schottischen Denkmallisten in die Kategorie B einsortiert.

## Geschichte

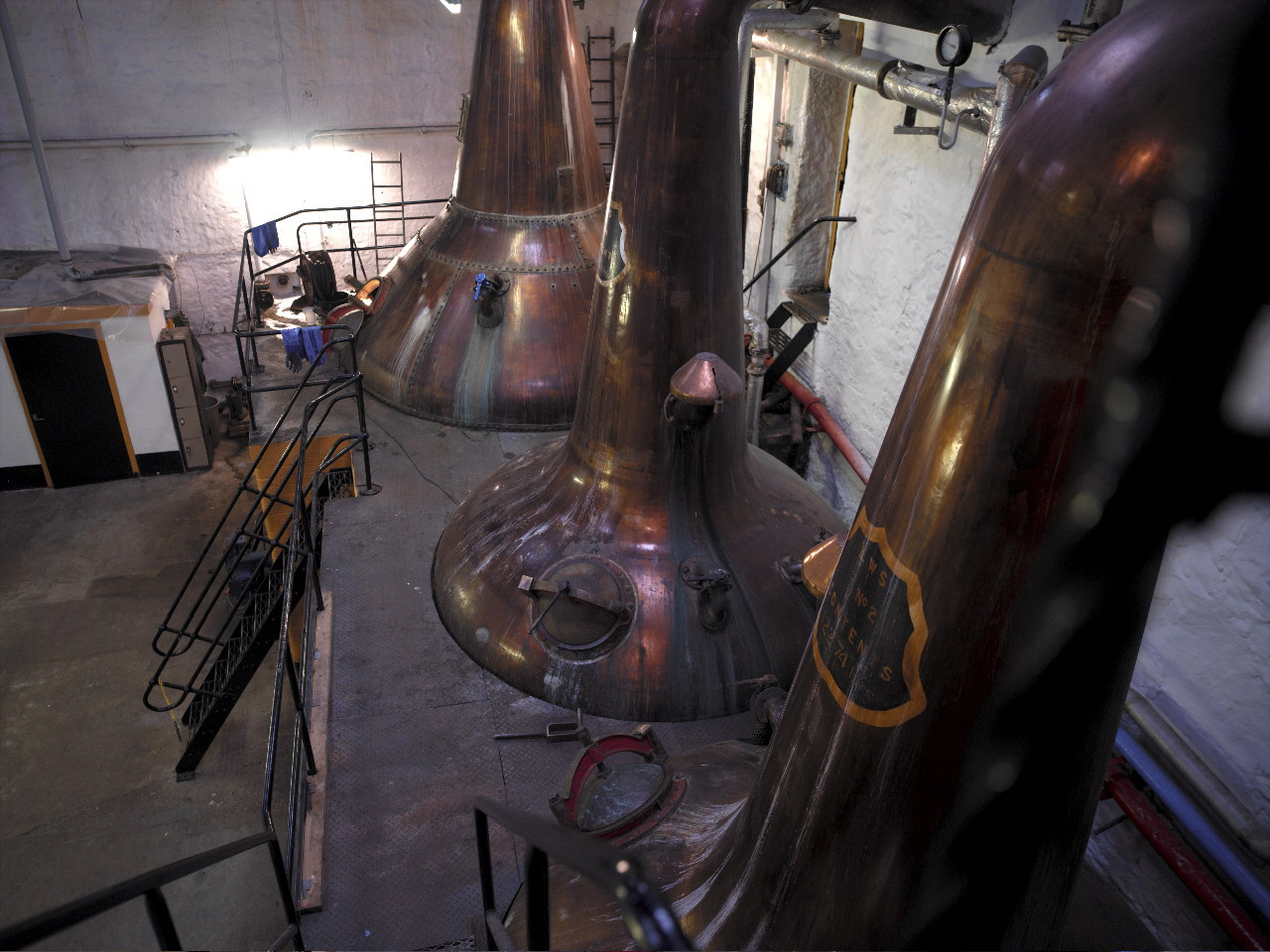
Blick auf die Brennblasen in der Destillerie

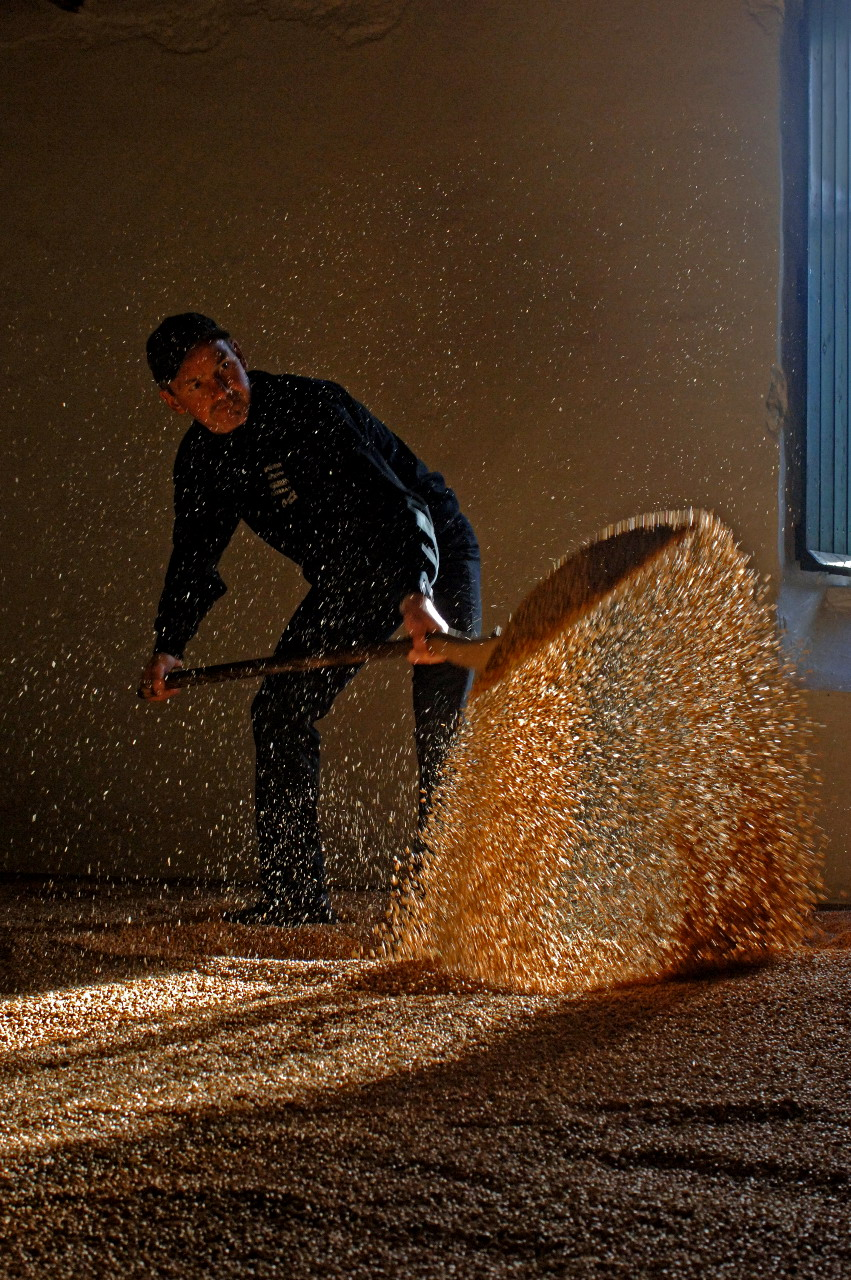
Mitarbeiter in der Tennenmälzerei beim Wenden der angekeimten Gerste

Die Brennerei wurde im Jahre 1828 durch die Familie Reid gegründet und war damit die vierzehnte, die in Campbeltown dokumentiert wurde. 1837 wurde die Lizenz zum Brennen von Whisky erworben. Als 1920 die Prohibition in den Vereinigten Staaten begann, hatten die Destillerien (nicht nur) in Schottland sehr stark unter dem Absatzeinbruch zu leiden. Ein Großteil der 30 Destillerien, die es zu der Zeit auf Kintyre gab, musste in den Folgejahren ihren Betrieb einstellen, und auch Springbank hat von 1926 bis 1935 nicht produzieren können. Wallpaper zufolge, gab es 2009 nur noch drei Brennereien auf der Halbinsel Kintyre. Seit August 2006 wird Springbank von Stuart Robertson geführt.

## Produkte
Springbank produziert ihren Whisky fast ausschließlich für die eigenen Single-Malt-Abfüllungen, was darauf zurückzuführen sein dürfte, dass sich die Destillerie noch in Familienbesitz befindet und alle Verarbeitungsschritte selbst kontrollieren kann. Ein kleiner Teil jedoch wird für die Blends Campbeltown Loch (5 Jahre, 15 Jahre und 30 Jahre) sowie Mitchell's 12 year old verwendet.
Ungewöhnlich an der Destillation des Springbank ist, dass der Nachlauf aus dem ersten Brennvorgang gesammelt und dreimal, der Rest jedoch nur zweimal gebrannt wurde. Daher spricht man meist von zweieinhalbfacher Destillation. Das verwendete Malz kommt (ebenso wie bei Longrow und Hazelburn) ausschließlich aus der eigenen Mälzerei und wird für diesen Whisky leicht getorft und enthält rd. 7–8 ppm Phenol. Außerdem wird auf Kaltfiltrierung und die Verwendung von Farbstoffen verzichtet. Als Standardabfüllungen gibt es Springbank 10- und 15-jährig, jeweils mit 46 Vol.-%. Der weitaus größte Teil des Whiskys wird in wiederbefüllten Bourbon-Fässern gelagert, ein kleiner Teil jedoch auch in Sherry- oder Rumfässern.
Neben dem Springbank-Whisky (80 % der Produktionsmenge) produziert die Brennerei auch die Marken Hazelburn und Longrow mit jeweils 10 % der Produktionsmenge. Diese sind nach ehemaligen Brennereien benannt: Die historische Hazelburn-Brennerei wurde 1925 und die historische Longrow-Brennerei 1896 geschlossen.
Im Jahr 1997 wurde erstmals wieder ein Hazelburn destilliert – allerdings auf dem Gelände von Springbank. Es wird gewöhnlich ein 10-jähriger Whisky angeboten sowie gelegentliche Jahrgangsabfüllungen. Der Whisky wird aus ungetorftem Malz hergestellt und dreifach destilliert. Die Standardabfüllung stammt aus wiederbefüllten Bourbon-Fässern.
Der als Longrow vertriebene Whisky ist stark getorft (55 ppm Phenol) und wird zweifach destilliert. Von Springbank wurde er zuerst in den Jahren 1973/1974 destilliert und 1985 herausgebracht. Longrow wird höchstens einmal im Jahr hergestellt, was dazu beitragen dürfte, dass er relativ schwer erhältlich ist. Standardabfüllungen des Longrow sind entweder ohne Altersangabe oder 10 Jahre alt und stammen vorwiegend aus wiederbefüllten Bourbon-Fässern. Daneben gibt es eine wechselnde Zahl von weitern Abfüllungen in kleiner Auflage, oft mit besonderen Fassreifungen.
Während andere Whiskyproduzenten die Produktion weitestgehend automatisiert haben, wird bei Springbank ein großer Teil der Arbeit manuell verrichtet. So gibt es in der Produktion keinen einzigen Computer, auch die Abfüllung geschieht mit vielen manuellen Arbeitsschritten. Springbank beschäftigt in der Produktion weitaus mehr Personen als z. B. die weitaus größere Destillerie Glenfiddich. Die traditionelle Arbeitsweise wird von Springbank auch bei Führungen für Besucher demonstriert; hierbei ist auch das Fotografieren in allen Produktionsbereichen (z. B. auch Brennblasen, Lagerhäuser) erlaubt.

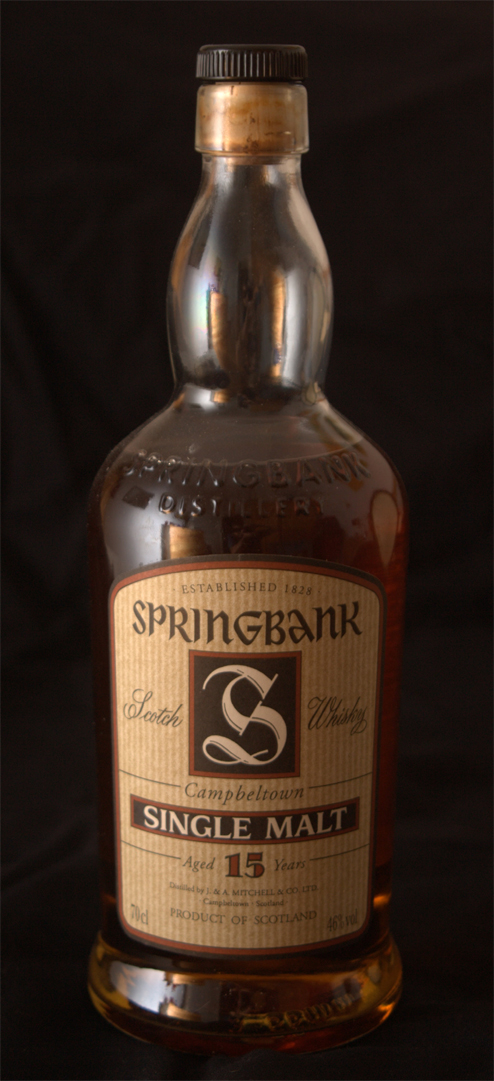
Springbank 15 Jahre
Longrow 10 Jahre
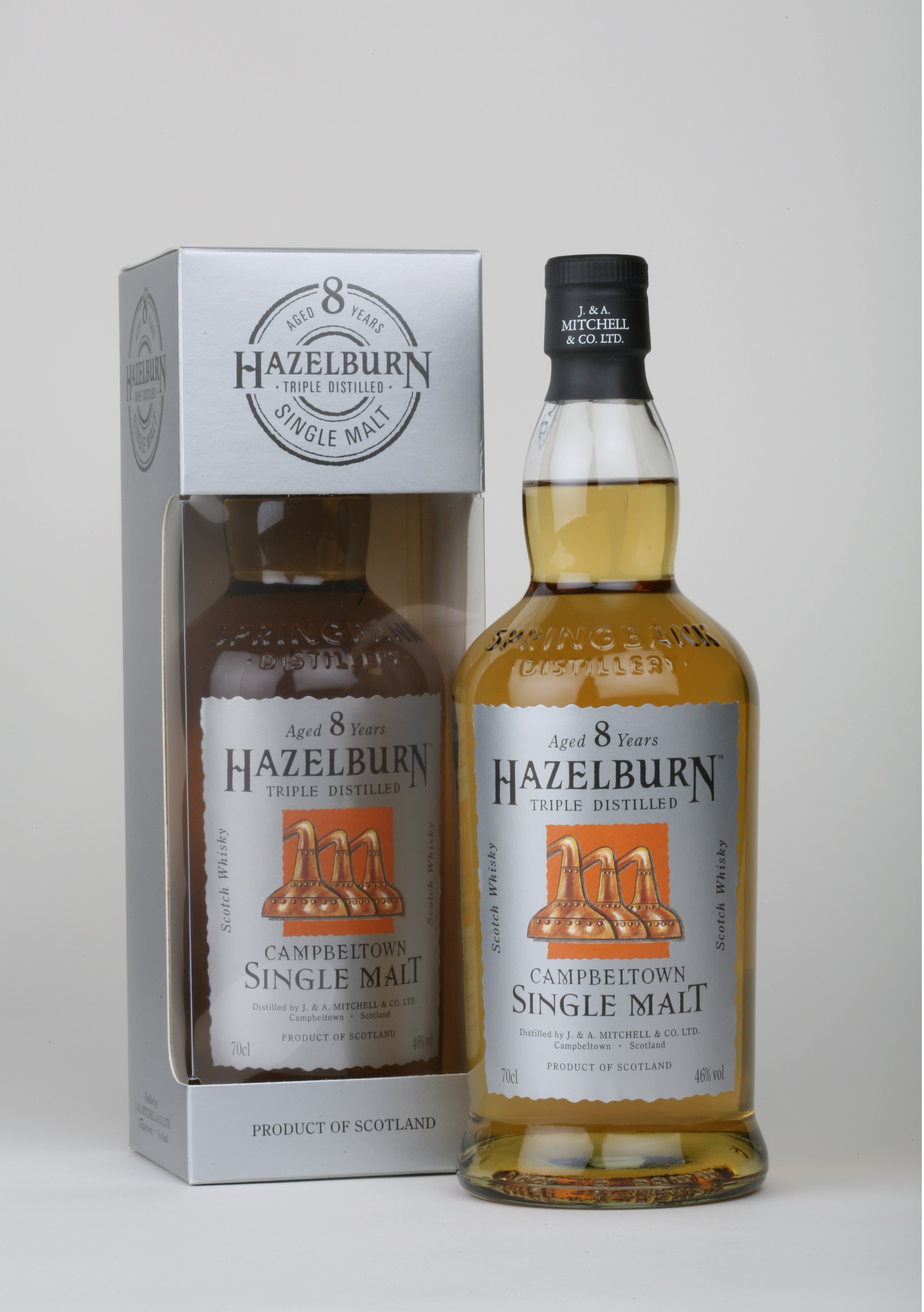
Hazelburn 8 Jahre